# Hakkı Atun
Hakkı Atun (ur. 1935) – cypryjski polityk pochodzenia tureckiego, związany z Partią Jedności Narodowej, a następnie z Partią Demokratyczną premier Cypru Północnego w latach 1994–1996, w 1990 czasowo sprawujący funkcję prezydenta tego państwa.

## Życiorys
Urodził się w 1935  roku.
W 1990 będąc politykiem rządzącej Partii Jedności Narodowej, czasowo pełnił funkcję prezydenta, pomiędzy dwoma kadencjami Raufa Denktaşa.
Już jako polityk Partii Demokratycznej sprawował urząd premiera Cypru Północnego od 1 stycznia 1994, kiedy to zastąpił na stanowisku Dervişa Eroğlu, przez dwa i pół roku do 16 sierpnia 1996. Jego następcą został ponownie Derviş Eroğlu.